# 麗莎·泰茲納

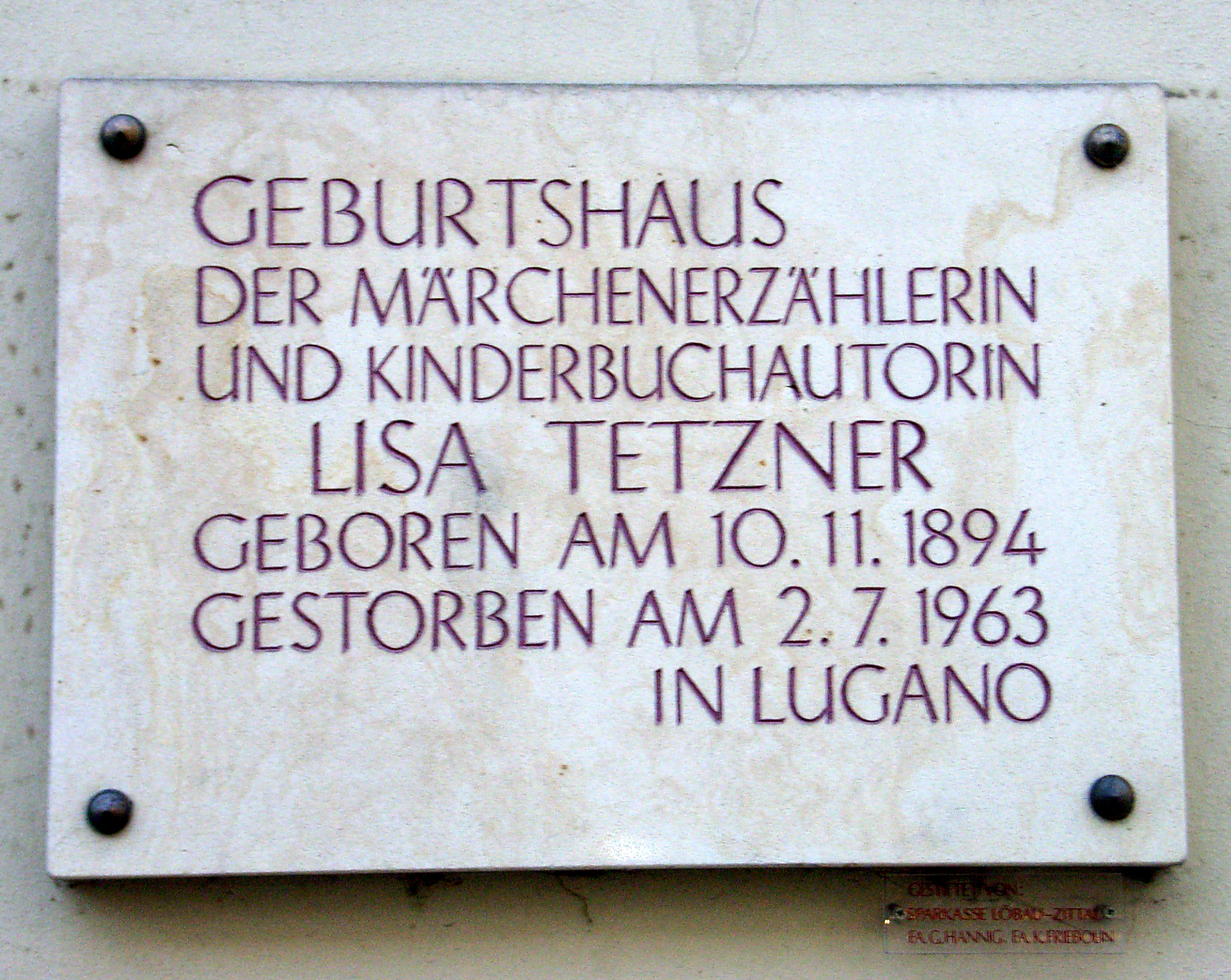
A plaque in Zittau noting her place of birth

麗莎·泰茲納（Lisa Tetzner，1894年11月10日—1963年7月2日），是出生於德國齐陶，死於瑞士卡羅納的兒童文學作家。1924年，她嫁給了同樣是兒童文學作家的Kurt Held，一個加入德國共產黨的德國裔猶太人。為了躲避納粹，他們逃到了瑞士，並在1948年成為瑞士公民。

## 作品
- 《黑色兄弟（英语：Die_schwarzen_Brüder）》、原名《Die Schwarzen Brüder》
此作品被日本改編為動畫羅密歐的藍天
- 《六十七號的孩子們》、原名《Die Kinder aus Nr.67》